# Shulamith Firestone
Shulamith Firestone, zwana również Shulie Firestone (ur. 7 stycznia 1945 w Ottawie, zm. 28 sierpnia 2012 w Nowym Jorku) – kanadyjska feministka pochodzenia żydowskiego, wiodąca postać wczesnego okresu feminizmu radykalnego, założycielka i członkini grup feministycznych New York Radical Women, Redstockings i New York Radical Feminists, autorka książki The Dialectic of Sex: A Case for Feminist Revolution.

## Poglądy
Jej najważniejsza książka The Dialectic of Sex: A Case for Feminist Revolution (1970) była zastosowaniem teorii materializmu historycznego Marksa i Engelsa do tematyki płci. Tak jak dla Marksa najważniejszą kategorią wyjaśniająca historię była klasa, tak dla Firestone centralną kategoria historii była płeć. Podczas gdy dla Marksa główną siłą napędową historii są relacje produkcji, dla Firestone główną siłą napędową historii są relacje reprodukcji. Podział na klasy społeczne czy rasy jest wtórny wobec pierwotnego podziału na płcie.
Firestone uznawała, że jedyną formą wyzwolenia kobiet jest przejęcie kontroli nad środkami reprodukcji, celem rewolucji powinno być stworzenie androginicznego społeczeństwa, w którym kobiety nie zajmują się w ogóle reprodukcją. Szansę na osiągnięcie takiego stanu upatrywała w rozwoju technologii, zwłaszcza in vitro. W idealnym świecie do zapłodnienia nie będzie dochodziło na skutek stosunku seksualnego a jedynie poprzez in vitro.  Rozwój płodu nie będzie odbywał się w łonie matki a w sztucznym urządzeniu poza ciałem kobiety. 

## Książki
- The Dialectic of Sex: A Case for Feminist Revolution (Morrow, 1970, ISBN 0-688-06454-X; Bantam, 1979, ISBN 0-553-12814-0; Farrar Straus Giroux, 2003, ISBN 0-374-52787-3)
- Airless Spaces (Semiotext(e), 1998, ISBN 1-57027-082-1).